# Държавен архив – Русе
Държавен архив – Русе е отдел в дирекция „Регионален държавен архив“ – Велико Търново.

## Дейност
В него се осъществява подбор, комплектуване, регистриране, обработване, съхраняване и предоставяне за използване на определените за постоянно запазване документи на областната администрация, на общините на територията на Русенска област, на териториалните структури на държавните органи и на други държавни и общински институции, организации и значими личности от местно значение, както и научно-методическото ръководство и контрол на организацията на работата с документите в деловодствата и учрежденските архиви, тяхното опазване и използване.
Към архива функционират читалня, библиотека, изложбена зала. В научно-справочната библиотека са заведени 3727 тома специализирана литература по история, архивистика и други области на науката, речници, енциклопедии, справочници, пътеводители, каталози, документални сборници, периодични издания (720).

## Фонд
След промените в административно-териториалното деление на страната през 1959 г. 149 фонда са предадени на новосъздадените архиви в Разград и Силистра. През 1994 г. е приет фондовият масив на ОК на БКП, възлизащ на 399,17 линейни метра с 1015 фонда и общ брой 25 974 архивни единици, 929 спомена, 873 частични постъпления.
Общата фондова наличност на архива към 1 януари 2017 г. възлиза на 3051,93 линейни метра с 1952 архивни фонда (1741 учрежденски, 178 лични, 22 групови и 11 колекции) с общ брой 239 625 архивни единици, 1100 частични постъпления и 598 спомена. Застрахователният фонд се състои от 368 705 кадъра (негатив).
Към 1 януари 2020 г. фондовата наличност възлиза на 3197,56 линейни метра с 3000 архивни фонда (2804 учрежденски и 196 лични) с общ брой 287 914 архивни единици, 2011 частични постъпления и 1519 спомена. Застрахователният фонд се състои от 369 337 кадъра негативи на микрофилмирани документи и 371 599 кадъра позитив.

## История
Архивът е създаден през 1952 г. като отдел на Окръжно управление на МВР – Русе на основата на Указ № 515 на Президиума на Народното събрание и ПМС № 344 от 18.04.1952 г. От 1961 г. е на административно подчинение на Окръжен народен съвет – Русе, от 1988 г. е в структурата на Община – Русе. През 1992 г. преминава на пряко административно подчинение на Главно управление на архивите при Министерски съвет. От 1978 г. получава статут на дирекция, а през 2010 г. е преструктуриран в отдел.
От 1995 г. архивът се помещава в сграда, собственост на Държавна агенция „Архиви“, която се намира в двора на „Найден Киров“ АД, бул.“Липник“ № 38.

## Ръководители
През годините ръководители на архива са:
- Пенчо Неделчев (1952 – 1961)
- Златка Пенчева (1961 – 1978)
- Христо Христов (1978 – 1983)
- Димитър Петков (1983 – 2000)
- Пламен Чакъров (2000 – 2005)
- Пламен Пинтев (2005 – 2006)
- Анка Чакърова (2007 – 2010)
- Йордан Борисов (2010 – 2013)
- Стефка Маринова (2013 – )